# Großsteingräber von Espel
Die Großsteingräber von Espel (als Espel I und II bezeichnet) liegen in der Gemeinde Recke, im Kreis Steinfurt in Nordrhein-Westfalen und gehören vermutlich in die entwickelte Phase der Westgruppe der Trichterbecherkultur (TBK). Von der vollständig verschwundenen Anlage Espel II zeugen nur noch Keramikscherben.

## Espel 1
52° 20′ 24″ N, 7° 43′ 51″ O
Von Espel I war zur Zeit der Grabung im Jahre 1969 nur noch etwa die Hälfte der Basisfläche erhalten, aber auch sie war nachhaltig gestört. Der Befund gestattete, obwohl keiner der Steine in situ angetroffen wurde, allerdings die Rekonstruktion eines Ganggrabes vom Typ Emsländische Kammer. Die Anlage hatte eine lichte Länge von mindestens 16 m, bei einer Breite zwischen 2 und 2,5 m. Das Baumaterial bestand aus Findlingen aus Granit und Rotsandstein, der in der Nähe ansteht. Als Bodenpflaster und zur Fundamentierung der Tragsteine wurden Platten aus Sandstein verwendet. Der Kammerumriss ließ sich an einem Wandgraben nachweisen. Die gestreckt ovale Einfassung des Hügels durch einen fragmentarischen Graben.
Der Inhalt der Kammer war so stark gestört, dass die Zusammenhänge nicht mehr erkennbar waren. Von den mehr als 350 zerscherbten Gefäßen konnten 222 weitgehend rekonstruiert werden. Es handelt sich um Schultergefäße und Schalen verschiedener Form, Trichterbecher, und grobdickwandige Gefäße. Die Keramik verteilt sich über mehrere Stufen der Chronologiesysteme von Bakker bzw. von Knöll und erstreckt sich über einen Zeitraum von etwa 2450 bis 2400 v. Chr. (unkalibriert).
Das restliche Fundmaterial besteht aus scheibenförmigen Bernsteinperlen, dem Bruchstück eines Feuersteinbeils, dem Rest eines spiralig gerollten Kupferröhrchens und 44 querschneidige Pfeilspitzen.

## Espel 2
52° 20′ 24″ N, 7° 43′ 57″ O